# Componente elétrico
Componentes elétricos.
Os componentes elétricos são uma subdivisão dos componentes eletrônicos. O conceito de elemento elétrico é usado na análise de circuitos elétricos. Qualquer rede elétrica pode ser modelada decompondo-a em múltiplos, interconectados elementos elétricos.

## Elementos e componentes
Existe uma distinção entre componentes elétricos reais, e os elementos elétricos ideais pelos quais eles são representados.
- Elementos elétricos não existem fisicamente.
- Inversamente, componentes existem, têm menos do que propriedades ideais, seus valores sempre têm um grau de incerteza, eles sempre incluem algum grau de não-linearidade, e normalmente requerem uma combinação de vários elementos elétricos para aproximar as suas funções.

A análise de circuitos elétricos compostos de elementos é útil para a compreensão prática de muitas redes que usam componentes elétricos.